# Brooke Shields
Brooke Shields   (Manhattan, 31 de maig de 1965) és una actriu estatunidenca.

## Sinopsi biogràfica
El 1978, a l'edat de 12 anys, interpreta, sota la direcció de Louis Malle, el paper d'una nena prostituïda a Pretty Baby, una pel·lícula molt polèmica. El 1980, esdevé coneguda del gran públic gràcies al seu paper d'una nàufraga a El llac blau. Des d'aleshores, mai no ha deixat de rodar, aconseguint desmarcar-se dels seus començaments de nena-actriu, aconseguint papers molt madurs.
El 1996, produeix i actua a la seva pròpia sèrie de televisió, Suddenly Susan.
El 1997, es casa amb el jugador de tennis Andre Agassi, del qual es divorcia 2 anys més tard,
El 2001, es torna a casar amb Christopher Thomas Henchy amb el qual té 2 filles, Rowan Frances nascuda el 15 de maig de 2003 i Grier Hammond nascuda el 18 d'abril de 2006 (va néixer el mateix dia al mateix hospital que Agrit Cruise, la filla de la parella formada per Tom Cruise i Katie Holmes). Aquest naixement la deixa depressiva. Decideix posar els seus sentiments sobre paper, i publica el llibre Down Came the Rain: My Journey Through Postpartum Depression, una mirada difícil però honrada sobre la depressió postpart.

## Joventut
Brooke Christa Shields va néixer a Manhattan, Nova York el 31 de maig de 1965, filla de l'actriu i model Teri Shields (de soltera Schmon; 1933–2012) i de l'empresari Frank Shields (1941–2003). La seva mare era d'ascendència anglesa, alemanya, escocesa-irlandesa i gal·lesa, mentre que el seu pare tenia ascendència anglesa, francesa, irlandesa i italiana.
Segons la investigació de William Addams Reitwiesner, Shields té vincles ancestrals amb diverses famílies nobles d'Itàlia, en particular de Gènova i Roma. Aquests són concretament (en ordre cronològic de descendència de 1355 a 1965) les dinasties Gattilusi-Palaiologos-Savoy, Grimaldi, Imperiali, Carafa, Doria, Doria-Pamphili-Landi, Chigi-Albani i Torlonia. La seva àvia paterna era la noble italiana Marina Torlonia di Civitella-Cesi, que era filla d'un príncep italià i una socialité nord-americana. El seu besoncle era el noble italià Alessandro Torlonia, el marit de la infanta Beatriz d'Espanya.

Quan la Teri va anunciar que estava embarassada, la família de Frank li va pagar una suma per interrompre l'embaràs. Teri va prendre els diners, però va violar l'acord i va donar a llum a Shields. Frank es va casar amb Teri, però es van divorciar quan Shields tenia cinc mesos. Té dos germanastres i tres germanastres. Quan Shields només tenia cinc dies, la seva mare va declarar obertament que volia que fos activa en el negoci de l'espectacle, dient:
| « | "És la nena més bonica i jo l'ajudaré amb la seva carrera". | » |

 En créixer, Shields. va prendre classes de piano, ballet i equitació.

Shields va créixer en la fe catòlica romana. Per a la seva confirmació als 10 anys, va prendre el nom de Camille, després de Camillus de Lellis. Mentre assistia a l'escola secundària, va residir a Haworth, Nova Jersey, a través del pont George Washington des de Manhattan. Shields ha afirmat que la seva primera trobada amb els paparazzi va ser al Grand Ballroom del Waldorf Astoria de Nova York als 12 anys, afirmant que 
| « | "es va quedar com una estàtua preguntant-se per què van ser contractats per fotografiar-me" | » |

i que "va debutar". al Waldorf.

Shields va assistir a la "New Lincoln School" fins al vuitè grau. Es va graduar a la "Dwight-Englewood School" a Englewood, Nova Jersey, el 1983. Va anar a la Universitat de Princeton per cursar la seva llicenciatura en literatura francesa, on es va graduar el 1987. Va ser membre del "Princeton Triangle Club" i del "Cap and Gown Club". La seva autobiografia, On Your Own, es va publicar el 1985. La seva tesi sènior de 1987 es titulava 
| « | "La iniciació: de la innocència a l'experiència: el viatge preadolescent/adolescent a les pel·lícules de Louis Malle, Pretty Baby i Lacombe Lucien". | » |

Poc després que Shields es gradués a la universitat, la seva transcripció de quatre anys es va publicar a l'edició de juliol de 1987 de "Life Magazine". A partir d'aquesta transcripció, The New York Times va publicar una peça d'opinió alegre destinada a modificar l'afirmació que Princeton va produir graduats superiors i complets. En assenyalar que Shields "va obtenir tots els As i B i, òbviament, va prestar atenció a la seva tasca escolar", va afirmar que "va ser enganyada" perquè Princeton no li va obligar a fer estudis clàssics, història medieval, moderna o americana, ni cap curs de matemàtiques, filosofia, economia, ciències polítiques, literatura mundial o ciència amb experiència de laboratori. 
| « | "Si això s'afegeix a una educació d'arts liberals des d'un lloc com Princeton, ja no hi ha cap perill que la nostra societat pateixi mai d'elitisme en qualsevol forma". | » |

## Carrera
Treball primerenc

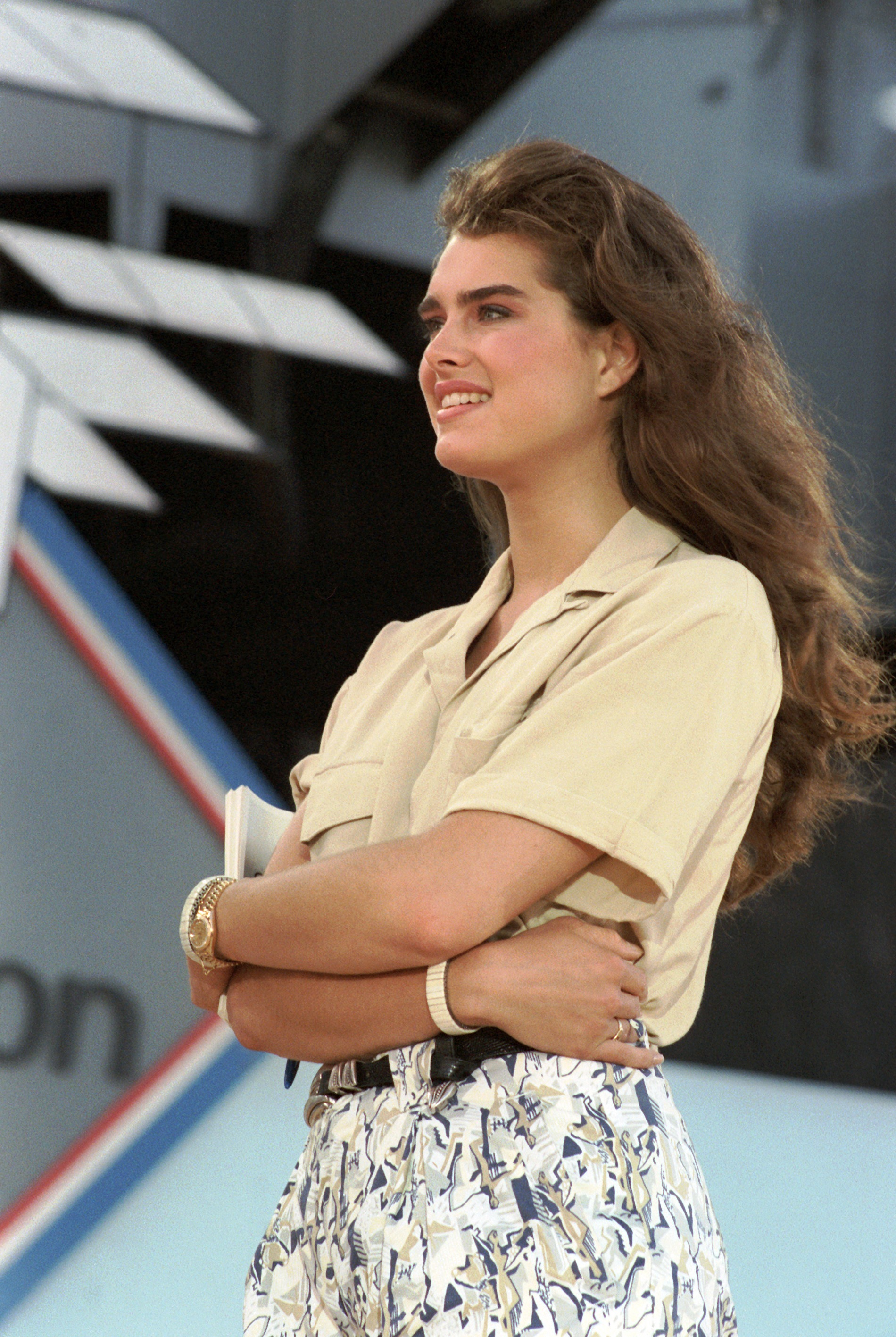
Shields el 1986

Shields va començar la seva carrera com a model quan tenia 11 mesos l'any 1966. El seu primer treball va ser per a Ivory Soap, quan va ser retratada per Francesco Scavullo. Va continuar com a model infantil d'èxit amb l'agent model Eileen Ford, que, a la seva biografia Lifetime, va declarar que va començar la divisió dels seus fills només per a Shields. Shields va treballar amb el director Woody Allen a la seva pel·lícula de 1977 Annie Hall, però el seu paper va ser eliminat de l'edició final de la pel·lícula. El 1978, quan tenia 12 anys, Shields va interpretar una prostituta infantil a la polèmica pel·lícula Pretty Baby (en català La petita). Eileen Ford, fundadora de l'Agència de Modelisme Ford, va dir de Brooke Shields: 
| « | "És una nena professional i única. Sembla una adulta i pensa com tal". | » |

El 1980, Shields, de 14 anys, va ser la model de moda més jove que mai va aparèixer a la portada de Vogue. Més tard aquell mateix any, Shields va aparèixer en polèmics anuncis impresos i de televisió per als texans de Calvin Klein. L'anunci de televisió la va incloure dient el famós lema: 
| « | "Vols saber què passa entre mi i els meus Calvins? Res." | » |

 Els anuncis de Brooke Shields ajudarien a catapultar la carrera de Klein a l'estatus de superdissenyador.
De 1981 a 1983, Shields, la seva mare, el fotògraf Garry Gross i Playboy Press van estar involucrats en un litigi als tribunals de la ciutat de Nova York sobre els drets de les fotografies que la seva mare havia cedit a Gross (quan tractava amb models menors d'edat, un pare. o el tutor legal ha de signar aquest formulari d'alliberament mentre altres acords estan subjectes a negociació). Gross va ser el fotògraf d'un polèmic conjunt d'imatges de nus preses el 1975 d'una Brooke Shields de deu anys amb el consentiment de la seva mare, Teri Shields, per a la publicació Playboy Press Sugar n Spice. Les imatges retraten a Shields nua, dreta i asseguda en una banyera, maquillada i coberta d'oli. Els tribunals van donar la raó al fotògraf a causa d'un estrany gir a la llei de Nova York. Hauria estat d'una altra manera si Brooke Shields hagués estat considerat un nen "intèrpret" en lloc d'un model.
Als 16 anys, Shields s'havia convertit en una de les cares més reconeixibles dels Estats Units, a causa de la seva doble carrera com a model de moda provocativa i actriu infantil. La revista Time va informar a la portada del 9 de febrer de 1981 que la seva tarifa diària com a model era de 10.000 dòlars. El 1983, Shields va aparèixer a la portada del número de setembre de Paris Vogue, els números d'octubre i novembre d'American Vogue i l'edició de desembre de Italian Vogue. Durant aquest període, Shields es va convertir en un habitual de la discoteca Studio 54 de Nova York. L'any 2009, una foto d'una Brooke Shields nua presa quan tenia 10 anys i inclosa en una obra de Richard Prince, Spiritual America, va crear un enrenou. Va ser retirat d'una exposició a la Tate Modern després d'un avís de la policia.

## Pel·lícula

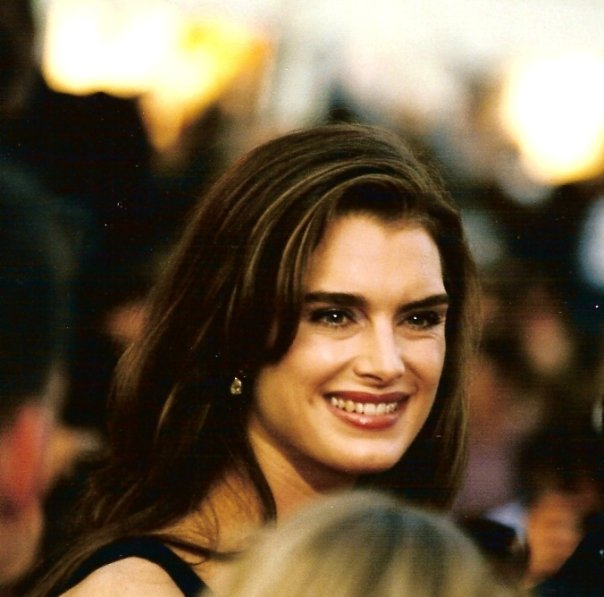
Shields al Festival de Canes 1998

El primer paper important de Shields en una pel·lícula va ser com a actriu principal a Pretty Baby de Louis Malle (1978), una pel·lícula en la qual interpretava a una nena anomenada Violet que vivia en un bordell (en el qual hi havia nombroses escenes de nus). Tenia només 12 anys quan es va estrenar la pel·lícula, i va sorgir controvèrsia sobre la pornografia infantil. Va seguir una pel·lícula una mica menys controvertida i menys notable, Wanda Nevada (1979).
Després de dues dècades de pel·lícules, les seves pel·lícules més conegudes encara són sens dubte The Blue Lagoon (en català El llac blau 1980), que incloïa escenes de nus entre amants adolescents en una illa tropical (Shields va testificar més tard davant una investigació del Congrés dels Estats Units que en algunes d'elles s'utilitzaven doblers corporals més grans), i Endless Love (1981). La MPAA va qualificar inicialment Endless Love amb una qualificació X. La pel·lícula es va reeditar per obtenir una qualificació R. Va guanyar el Premis People's Choice en la categoria d'Intèrpret Jove Favorit durant quatre anys consecutius de 1981 a 1984. El 1998, va interpretar a una lesbiana, Lily, a The Misadventures of Margaret (en català, Gairebé totes les dones són iguals).
El 2001, Lifetime va emetre la pel·lícula What Makes a Family (en català, Les arrels de la família, protagonitzada per Shields i Cherry Jones en la història real d'una parella de lesbianes que va lluitar contra les lleis d'adopció de Florida.

## Aparicions a la televisió
Shields va començar la seva carrera televisiva a una edat primerenca. El 1980, va ser l'estrella convidada més jove a aparèixer mai a "The Muppet Show", en què ella i els Muppets van presentar la seva pròpia versió dAlice's Adventures in Wonderland (en català, Alícia en terra de meravelles). També va ser la persona més jove a presentar "Fridays's ABC", un programa de comèdia de sketch semblant a "Saturday Night Live", l'any 1981. En un episodi de la popular comèdia de sitcom Friends, Shields va interpretar l'assetjador de Joey. Aquest paper la va portar directament a ser elegida a la comèdia de situació de la NBC Suddenly Susan, en la qual va protagonitzar des del 1996 fins al 2000, i que va guanyar un premi People's Choice Award en la categoria d'intèrpret femenina preferida en una nova sèrie de televisió per a ella, el 1997, i dues nominacions als Globus d'Or.
A principis de la dècada de 1980, va protagonitzar la USPHS PSA patrocinada per l'"American Lung Association" com una iniciativa que els VIP haurien de convertir-se en exemples i defensors del no fumador. A mitjans de la dècada de 1980, Brooke va començar el seu suport a l'USO fent una gira amb Bob Hope.

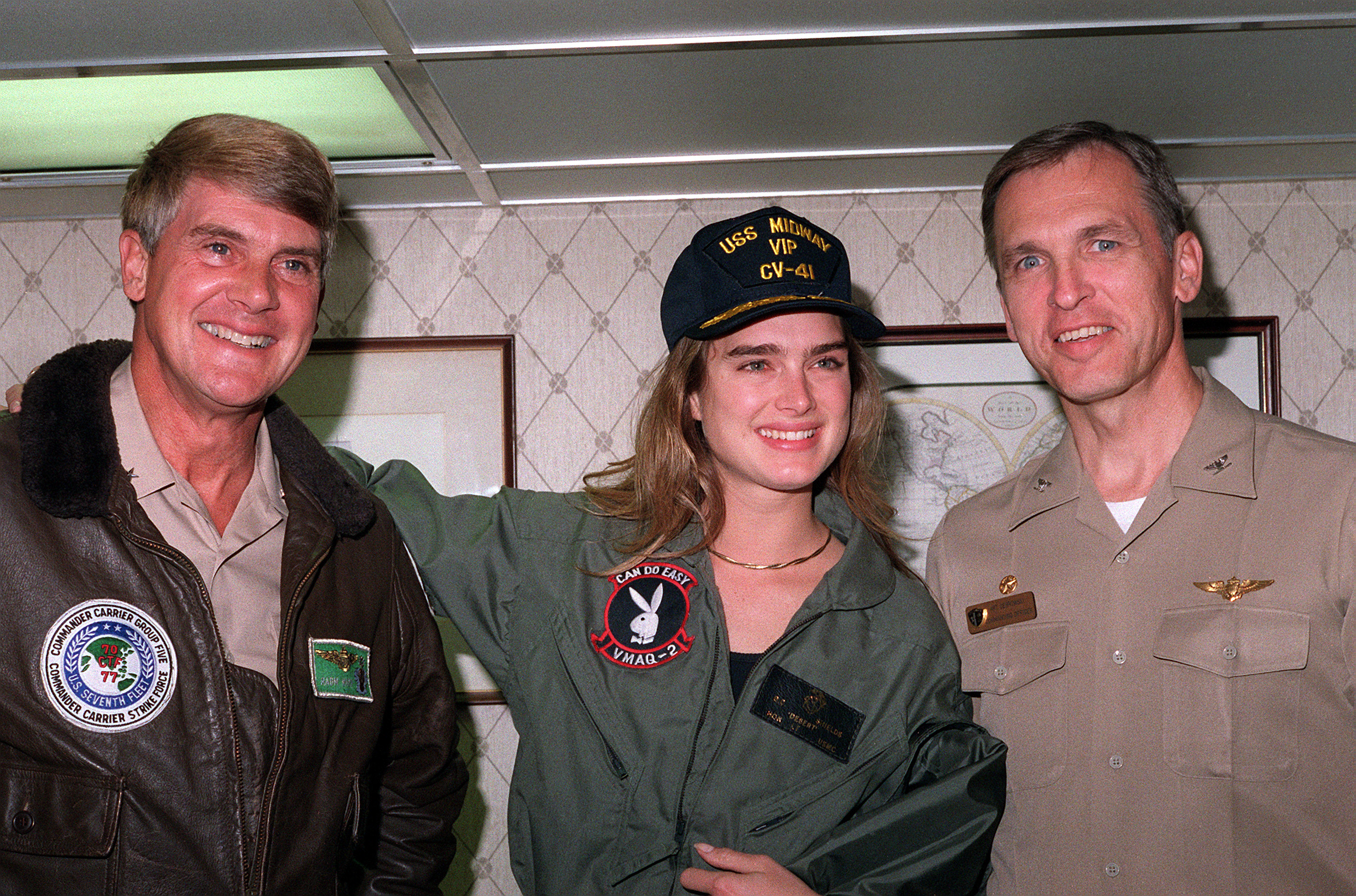
Shields a bord de l'USS Midway (CV-41) durant una gira USO l'1 de gener de 1991

Shields va fer un parell d'aparicions convidades a "That '70s Show". Va interpretar a Pam Burkhart, la mare de Jackie (Mila Kunis), que més tard va estar breument involucrada amb el pare de Donna (Laura Prepon) (interpretat per Don Stark). Shields va deixar "That '70s Show" quan el seu personatge va només ser escrit. Shields va gravar la narració per a l'enregistrament de Sony/BMG de The Runaway Bunny, un concert per a violí, orquestra i lector, de Glen Roven. Va ser interpretada per la Royal Philharmonic Orchestra i Ittai Shapira.
El 1993, va fer una aparició com a convidada en un episodi de la temporada 4 dels Simpson, anomenat "The Front".
A finals de la dècada del 2000, Shields va protagonitzar programes com "Nip/Tuck" de FX i "Two and a Half Men" de CBS. El 2005, Shields va aparèixer en un episodi de la segona temporada d'"Entourage" d'HBO, titulat "Blue Balls Lagoon". El 2007, va fer una aparició com a convidada a Hannah Montana de Disney, interpretant Susan Stewart, la mare de Miley i Jackson, que va morir el 2004. El 2008, va tornar al drama "Lipstick Jungle". La sèrie va acabar un any després.
A partir del 2010, va fer aparicions com a convidada a "The Middle" com a mare d'una nissaga de nens que provocaven el terror i la némesi de Frankie Heck (interpretada per Patricia Heaton). També va aparèixer com a celebritat a la sèrie de realitat documental de genealogia de la NBC, "Who Do You Think You Are?", on es va revelar que, a través de l'ascendència del seu pare, ella és la cosina llunyana (moltes generacions allunyades) del rei Lluís XIV de França i, per tant, un descendent tant de Sant Lluís com d'Enric IV de França.
A partir del 2013, Shields ha estat copresentadora convidada ocasional a les 9:00 hores de "Today" a NBC. També va repetir durant la temporada dinou de Law & Order: Special Victims Unit com Sheila Porter, l'àvia del fill adoptiu d'Olivia Benson, Noah Porter.

## Teatre
Shields ha aparegut en diverses produccions de teatre musical de Broadway. Va interpretar a Rizzo al revival de Grease el 1994. Durant quatre mesos, a partir de juliol de 2001, va interpretar a Sally Bowles en el llarg renaixement de Cabaret de 1998. Al setembre de 2004, Shields va substituir Donna Murphy en el paper de Ruth Sherwood en el renaixement de Wonderful Town de 2003 fins que l'espectacle va tancar quatre mesos després. La seva actuació va ser àmpliament elogiada. Ben Brantley, de The New York Times, va elogiar la "dolça tonta" que va aportar a la seva interpretació del paper, però va escriure que no va arribar a la "perfecció" de Donna Murphy. L'abril de 2005, Shields va interpretar a Roxie Hart en un llargmetratge, producció de Chicago a l'"Adelphi Theatre del West End" de Londres. Més tard el mateix any, va repetir el paper en el revival de Broadway, del 9 de setembre al 30 d'octubre. Això la va convertir en la primera intèrpret que va protagonitzar Chicago, Cabaret i Grease a Broadway, tres revivals de llarga durada destacades pel "casting d'acrobàcies" de celebritats no conegudes pel teatre musical. Va assumir el paper de Morticia Addams al musical de Broadway The Addams Family (en català, La Família Addams) el 28 de juny de 2011.

## Vida personal

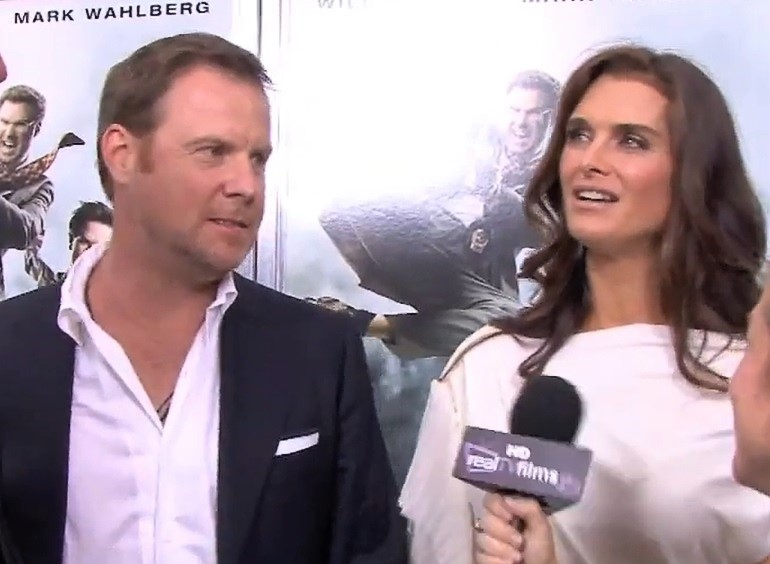
Shields (dreta) amb el seu marit Chris Henchy el 2010

De petita, va viure amb la seva mare a l'Upper East Side.
Al número de juny de 2009 de la revista Health, Shields va relatar que va perdre la virginitat als 22 anys amb l'actor Dean Cain mentre estaven sortint a Princeton. Va dir que hauria passat abans si hagués tingut una millor imatge de si mateixa. A la dècada de 1990, Shields va promoure la forma física com una extensió de la feminitat, mantenint que la feminitat i l'atletisme són compatibles.
Shields és vegàna i activista pels drets dels animals. No obstant això, tot i que es va mostrar en contra de la indústria de la pell el 1989, Shields després va crear el seu propi abric de pell de visó a Kopenhagen Fur.
Shields s'ha casat dues vegades. De 1997 a 1999, va estar casada amb el tennista Andre Agassi; la parella havia estat junts des de 1993. Després del seu divorci d'Agassi, es va casar amb l'escriptor de televisió Chris Henchy el 2001, després que s'haguessin conegut a través d'amics comuns el 1999. Tenen dues filles i viuen a Greenwich Village, Manhattan, Nova York.
És una portaveu de la campanya de "Tupperware Chain of Confidence SMART Girls", un programa que ensenya a les noies a nodrir el seu benestar mental i físic.

## Depressió postpart
Entre abril i maig de 2005, Shields va parlar amb revistes (com ara Guideposts) i va aparèixer a "The Oprah Winfrey Show" per donar a conèixer la seva batalla contra la depressió postpart, una experiència que va incloure depressió, pensaments de suïcidi, incapacitat per respondre a les necessitats del seu nadó i retard al vincle matern. El seu llibre, Down Came the Rain, parla de la seva experiència, contribuint a una major consciència pública de la depressió postpart.

El maig de 2005, l'actor Tom Cruise, una ciencióloga les creences del qual maltracten la psiquiatria, va condemnar Shields, tant personalment com professionalment, per utilitzar i parlar a favor del fàrmac antidepressiu Paxil. Com va dir Cruise:
| « | "Aquí hi ha una dona i m'importa Brooke Shields, perquè crec que és una dona amb un talent increïble, mireu [i penseu], on ha anat la seva carrera?" | » |

Shields va respondre que els comentaris de Cruise sobre els antidepressius eren "irresponsables" i "perillosos". També va argumentar que s'hauria de "aferrar a la lluita contra els extraterrestres" (una referència al paper de Cruise a War of the Worlds (en català, La guerra dels mons), així com a alguns dels aspectes més esotèrics de la doctrina i els ensenyaments de la Cienciologia), "i deixar que les mares decideixin la millor manera de tractar la depressió postpart". Shields va respondre a un nou atac de Cruise amb un article d'opinions titulat "War of Words", publicat a The New York Times l'1 de juliol de 2005, en el qual va presentar un cas individual per a la medicació i va declarar:
| « | "D'una manera estranya, em va reconfortar quan el meu obstetra em va dir que els meus sentiments d'extrema desesperació i els meus pensaments suïcides estaven directament relacionats amb un canvi bioquímic del meu cos. Quan admetem que el postpart és una malaltia greu, el tractament es torna més disponible i socialment acceptable. Amb l'atenció d'un metge, des de llavors he reduït la medicació, però, sense ella, no m'hauria convertit en la mare amorósa que sóc avui". | » |

 El 31 d'agost de 2006, segons USA Today, Cruise es va disculpar personalment a Shields per l'incident; va acceptar la disculpa, dient que era "de cor". Aquell novembre, ella i el seu marit van assistir al casament de Cruise amb Katie Holmes.

## Relació amb Michael Jackson
El 7 de juliol de 2009, Shields va parlar en el servei commemoratiu de Michael Jackson. Ella va declarar en aquest discurs que va conèixer Jackson per primera vegada quan tenia 13 anys, i els dos es van fer amics a l'instant. Shields va dir:
| « | Pensant en quan ens vam conèixer i en les moltes vegades que vam passar junts i sempre que estàvem junts, hi hauria un títol d'algun tipus, i el subtítol sol dir alguna cosa com "una parella estranya" o "una parella poc probable", però per a nosaltres era la més natural i fàcil de les amistats... Michael sempre va saber que podia comptar amb mi per donar-li suport o ser la seva cita i que ens divertiríem a on fos. Teníem un vincle... Tots dos havíem de ser adults molt aviat, però quan estàvem junts, érem dos nens petits que ens divertim. | » |

En el seu elogi, va compartir anècdotes, inclosa una ocasió en què ella era la seva cita per a un dels casaments d'Elizabeth Taylor, i la parella es va colar a l'habitació de Taylor per veure per primera vegada el seu vestit, només per descobrir Taylor adormida al llit. Shields va pronunciar un discurs plorós, referint-se als molts records que ella i Jackson van compartir i van fer broma breu sobre el seu famós guant de lluentons. També va esmentar la cançó preferida de Jackson "Smile" de Charlie Chaplin, que més tard va ser cantada en el servei commemoratiu per Jermaine Jackson.
Jackson va declarar en la seva entrevista de 1993 amb Oprah Winfrey que estava sortint amb Shields en aquell moment. Shields ha afirmat que Jackson li va demanar que es casés amb ell moltes vegades i que adoptés un nen junts.

En una conversa amb el rabí Shmuley Boteach el 2001, Jackson va dir sobre Shields:
| « | Aquest va ser un dels amors de la meva vida. Crec que ella m'estimava tant com jo l'estimava a ella, saps? Hem sortit molt. Nosaltres, vam sortir molt. Les seves imatges estaven per tota la meva paret, el meu mirall, tot. I vaig anar als Premis de l'Acadèmia amb Diana Ross i aquesta noia s'acosta a mi i em diu: "Hola, sóc Brooke Shields". Llavors ella diu: "Vas a la festa posterior?" Jo dic: "Sí". —Bé, ens veiem a la festa. Vaig a dir: 'Déu meu, sap ella que està per tota la meva habitació?' Així que anem a la festa posterior. Ella s'acosta a mi i em diu: "Ballaràs amb mi?" Vaig dir: 'Sí. Ballaré amb tu. Home, vam intercanviar números i vaig estar tota la nit despert, cantant, donant voltes per la meva habitació, tan feliç. Va ser genial. | » |

## Filmografia

### Actriu
- 1974: After the Fall (TV): Filla de Quentin
- 1976: Communion: Karen Spages
- 1977: The Prince of Central Park (TV): Kristin
- 1978: Estirp indomable (King of the Gypsies): Tita
- 1978: La petita (Pretty Baby): Violet
- 1979: Tilt: Tilt (Brenda Louise Davenport)
- 1979: Wanda Nevada: Wanda Nevada
- 1979: Just You and Me, Kid: Kate
- 1980: El llac blau (The Blue Lagoon): Emmeline
- 1981: Endless Love: Jade Butterfield
- 1983: Sahara: Dale
- 1984: Wet Gold (TV): Laura
- 1988: The Diamond Trap (TV): Tara Holden
- 1989: Els bojos del Cannonball 3: Hostessa / Ella mateixa
- 1989: Brenda Starr: Brenda Starr
- 1990: Backstreet Dreams: Stevie
- 1992: Nascuts per la llibertat (Running Wild): Christine Shaye
- 1993: I Can Make You Love Me (TV): Laura Black
- 1993: El club dels mutants (Freaked): Skye Daley
- 1994: The Seventh Floor: Kate Fletcher
- 1994: Un Amore americano (TV): Greta
- 1995: Nothing Lasts Forever (TV): Dr. Beth Taft
- 1996: Tensió a l'autovia (Freeway): Mimi Wolverton
- 1996: Suddenly Susan (sèrie TV): Susan Keane Browne
- 1998: The Almost Perfect Bank Robbery (TV): Cyndee Lafrance
- 1998: Gairebé totes les dones són iguals (The Misadventures of Margaret): Lily
- 1999: The Weekend: Nina
- 1999: Black and White: Sam Donager
- 1999: El solter (The Bachelor): Buckley Hale-Windsor
- 2000: After Sex: Kate
- 2001: Les arrels de la família (What Makes a Family) (TV): Janine Nielssen
- 2002: Widows (TV): Shirley Heller
- 2003: Miss Spider's Sunny Patch Kids (TV): Miss Spider (veu)
- 2004: Gone But Not Forgotten (TV): Betsy Tannenbaum
- 2004: Mariti in affitto: Charlene Taylor
- 2005: The Easter Egg Adventure: Horrible Harriet Hare (veu)
- 2008: The Midnight Meat Train: Susan Hoff
- 2008: Lipstick Jungle (sèrie TV): Wendy Healy
- 2007:  Hannah Montana: la mare de Miley

### Productora
- 1996: Suddenly Susan (sèrie TV)

## Premis i nominacions

### Premis
- 1981: Premi Razzie a la pitjor actriu per El llac blau
- 1985: Premi Razzie al pitjor secundari masculí per Sahara (quan ella actua amb bigoti)
- 1990: Premi Razzie al pitjor secundari femení per Speed Zone !

### Nominacions
- 1982: Premi Razzie a la pitjor actriu per Endless Love
- 1985: Premi Razzie a la pitjor actriu per Sahara
- 1990: Premi Razzie a la pitjor actriu de la dècada per El llac blau (1980), Endless Love (1981), Sahara (1983), Speed Zone ! (1989)
- 1997: Globus d'Or a la millor actriu de comèdia televisiva per Suddenly Susan
- 2000: Premi Razzie a la pitjor actriu del segle per El llac blau (1980), Endless Love (1981), Sahara (1983), Speed Zone ! (1989) i d'altres ...

## Anècdotes
- La seva àvia era la princesa Donna Marina Torlonia di Civitella-Cesi, germana del 5è príncep de Civitella-Cesi, Don Alessandro Torlonia (marit de la infanta Beatriu de Borbó-Battenberg, filla del Rei Alfons XIII d'Espanya). Gràcies a ella, Brooke Shields comptaria amb avantpassats tan prestigiosos com Enric IV de França o Lucrècia Borja.
- El 1978, el grup Blondie treu l'àlbum Parallel Lines  que conté una cançó parlant d'ella: Pretty Baby (de la pel·lícula del 1978).
- Brooke Shield jove va sortir a primera plana de Photo Magazine el 1978 amb Garry Gross que va suposar un cert escàndol.
- Durant el rodatge d'El llac blau (1980), on sortia despullada en el paper d'una nàufraga, va haver d'enganxar-se els cabells al pit per tal que aquest no es veiés.
- Va ser la més jove model que va sortir a la coberta de Cosmopolitan, a l'edat de 15 anys.
- Casada durant dos anys amb el campió de tennis Andre Agassi, el seu avi Frank Shields va ser un jugador de tennis professional als anys 30, i va actuar també en algunes pel·lícules.
- Va ser molt de temps el blanc d'un boig que li enviava regularment cartes i que, a finals del 1999, la va acorralar durant tres mesos armat d'una pistola abans de ser detingut. Irònicament, havia interpretat el paper d'una dona que vivia una experiència similar al telefilm I Can Make You Love Me (1993).
- Des de 2007, és portaveu de La cadena de confidència que es defineix com un moviment iniciat per la companyia Tupperware per al desenvolupament, el suport i el compromís per a les dones.

## Obres publicades
- Shields, Brooke. The Brooke Book.  Pocket Books, 1978. ISBN 978-0-671-79018-9.
- Shields, Brooke. On Your Own.  Villard, 1985. ISBN 978-0-394-54460-1.
- Shields, Brooke. Down Came the Rain: My Journey Through Postpartum Depression.  Hyperion, 2006. ISBN 978-1-61553-007-6.
- Shields, Brooke. It's the Best Day Ever, Dad!.  Middle Grade, 2009. ISBN 978-0-06-172445-9.
- Shields, Brooke. There Was a Little Girl: The Real Story of My Mother and Me.  Dutton Adult, 2014. ISBN 978-0-525-95484-2.